# Maria Szmyd-Dormus
Maria Ludwika Szmyd-Dormus (ur. 11 lutego 1923 w Radomiu, zm. 15 sierpnia 2014 w Krakowie) – polska pianistka, kameralistka, pedagog, profesor sztuk muzycznych. Wieloletni pracownik naukowo-dydaktyczny Akademii Muzycznej w Krakowie.

## Życiorys

### Młodość i wykształcenie
Naukę gry na fortepianie rozpoczęła w wieku 6 lat uczęszczając początkowo na lekcje prywatne. Zawód ojca (oficer) wiązał się z częstymi przeprowadzkami. Po wyjeździe rodziny do Tarnopola Maria rozpoczęła naukę w szkole muzycznej w klasie prof. Mariana Pohorilesa, młodego pianisty, który ukończył studia w Wiedniu.
W 1936 po przeprowadzce do Warszawy, 13-letnia Maria rozpoczęła naukę w Konserwatorium Warszawskim w klasie prof. Heleny Dorabialskiej – kompozytorki i muzykolożki. Rok później przeniosła się do klasy prof. Jerzego Lefelda (do jego klasy uczęszczali także Witold Lutosławski, Stefan Kisielewski i Witold Małcużyński).
W 1939 Maria Szmyd otrzymała dyplom ukończenia 4-klasowego gimnazjum ogólnokształcącego. Spokojne lata muzycznej edukacji w Konserwatorium Warszawskim przerwał wybuch II wojny światowej. Podczas wojny Maria Szmyd mieszkała w Domu Sióstr Nazaretanek w Częstochowie. Tam ukończyła liceum humanistyczne i zdała maturę w 1941 r. Następnie rozpoczęła pracę na terenie Domu Dziecka Polskiego Komitetu Opiekuńczego. Przez lata pobytu w Częstochowie samodzielnie kontynuowała naukę gry na fortepianie.
Po wojnie rozpoczęła studia w Państwowej Wyższej Szkole Muzycznej w Krakowie, najpierw w klasie prof. Marceliny Kimontt-Jacynowej, a po pierwszym roku – w klasie prof. Zbigniewa Drzewieckiego. W 1949 r. zadebiutowała na wielkiej scenie podczas Festiwalu Muzycznego w Poznaniu wykonując Dichterliebe R. Schumanna wraz z młodym barytonem, Franciszkiem Delektą. Rok później została laureatką pierwszej nagrody ex-aequo na Międzyuczelnianym Konkursie Bachowskim w Poznaniu. Od czasu tych osiągnięć artystka prowadziła stale dwa kierunki działalności pianistycznej – solowy i kameralny. W 1951 r. ukończyła studia magisterskie i rozpoczęła edukację w ramach studiów aspiranckich w klasie prof. Jana Ekiera. Rozprawa doktorska Marii Szmyd dotyczyła roli fortepianu w cyklu pieśni Roberta Schumanna Dichterliebe. Studia aspiranckie ukończyła pianistka w 1958 r. z wynikiem bardzo dobrym.
Równocześnie z aspiranturą rozpoczęła pracę pedagogiczną w Państwowej Wyższej Szkole Muzycznej w Krakowie i Państwowym Liceum Muzycznym im. Fryderyka Chopina w Krakowie. W 1958 r. wzięła udział w kursie pianistycznym prowadzonym przez Arturo Benedettiego-Michelangelego w Arezzo. W 1960 r. poślubiła Lubosława Tadeusza Dormusa, inżyniera architekta. Rok później urodził się im syn, Marek.

### Działalność artystyczna
Maria Szmyd-Dormus jako solistka i kameralistka wielokrotnie koncertowała w Austrii, Bułgarii, Czechosłowacji, Danii, Hiszpanii, Holandii, Iranie, NRD, RFN, Szwajcarii, na Węgrzech i w ZSRR współpracując z instrumentalistami (Vilmos Tátrai, Bronisław Gimpel, Emil Telmányi, Marek Skicki, Edward Statkiewicz, Jean Fournier, Charles Treger, Barbara Świątek-Żelazna) i śpiewakami operowymi (Aubrey Pankey, Fakereh Saba, Franciszek Delekta, Jadwiga Romańska, Magdalena Barylak). O jej wybitnym talencie jako kameralistki świadczyć może wieloletnia współpraca z Mozarteum w Salzburgu podczas Letnich Kursów Muzyki.

### Praca pedagogiczna
Działalność pedagogiczną podjęła w 1951 r. w Państwowej Wyższej Szkole Muzycznej w Krakowie i Państwowym Liceum Muzycznym im. F. Chopina w Krakowie.
Kierownik Katedry Kameralistyki Akademii Muzycznej w Krakowie w latach 1981–1994.
Wielokrotnie prowadziła kursy mistrzowskie z zakresu kameralistyki, brała udział w sesjach naukowych i seminariach. Zasiadała w jury konkursów instrumentalnych oraz w jury Konkursu Wokalnego im. Ady Sari w Nowym Sączu (1987 r.). Do absolwentów jej klasy należą m.in.: Sławomir Cierpik, Małgorzata Czech, Ewelina Markiel, Dorota Żyła-Pałczyńska.

### Działalność edytorska
Maria Szmyd-Dormus pracowała jako redaktor w Polskim Wydawnictwie Muzycznym (od 1964 r.) oraz współpracowała z prof. Janem Ekierem w Komitecie Redakcyjnym Wydania Narodowego Dzieł Fryderyka Chopina.

## Odznaczenia
- Krzyż Kawalerski Orderu Odrodzenia Polski[4]
- Złoty Krzyż Zasługi[4]
- Odznaka „Zasłużony Działacz Kultury”[4]